# Sant Julià de Lòria
Sant Julià de Lòria (katalánská výslovnost: [ˈsaɲ ʒuɫiˈa ðə ˈɫɔɾiə]IPA) je jednou ze sedmi farností Andorrského knížectví. Nachází se na samém jihu země. Administrativním centrem regionu je stejnojmenné město, které je v 908 m n. m. nejníže položeným obydleným místem země. Dalšími sídly farnosti jsou Aixirivall, Aixovall, Auvinyà, Bixessarri, Certers, Fontaneda, Juberri, Llumeneres a Nagol. Ve městě Sant Julià de Lòria se nachází univerzita Universitat d'Andorra. V roce 2015 zde žilo 9 379 obyvatel.
Sousedí s farnostmi Escaldes-Engordany a Andorra la Vella a sdílí státní hranici se Španělskem.

## Města a vesnice ve farnosti Sant Julià de Lòria
| Sídlo               | Obyvatel (2015) |
| ------------------- | --------------- |
| Aixirivall          | 851             |
| Aixovall            | 94              |
| Auvinyà             | 216             |
| Bixessarri          | 47              |
| Certers             | 74              |
| Fontaneda           | 110             |
| Juberri             | 196             |
| Llumeneres          | 3               |
| Nagol               | 59              |
| Sant Julià de Lòria | 7 729           |